# Wall Street (línea de la Séptima Avenida–Broadway)
Wall Street es una estación en la línea de la Séptima Avenida-Broadway del Metro de Nueva York de la división A del Interborough Rapid Transit Company. La estación se encuentra localizada en el Financial District, Manhattan entre la intersección con Wall Street y William Street. La estación es servida las 24 horas por los trenes del Servicio  las 24 horas y durante todo el día excepto en la madrugada por el Servicio .
Esta es la estación más al sur de Manhattan en el Ramal Brooklyn de la línea de la Séptima Avenida-Broadway. Al sur de aquí, la línea pasa bajo el East River vía el Túnel de la Calle Clark hacia Brooklyn Heights. La estación sólo cuenta con una plataforma central, siendo muy angosta en comparación con las otras estaciones. También hay salidas tanto en Wall Street y Pine Street. There are blue I-beams and dark blue tiles. The walls of the station have small "W" tablets.

## Galería

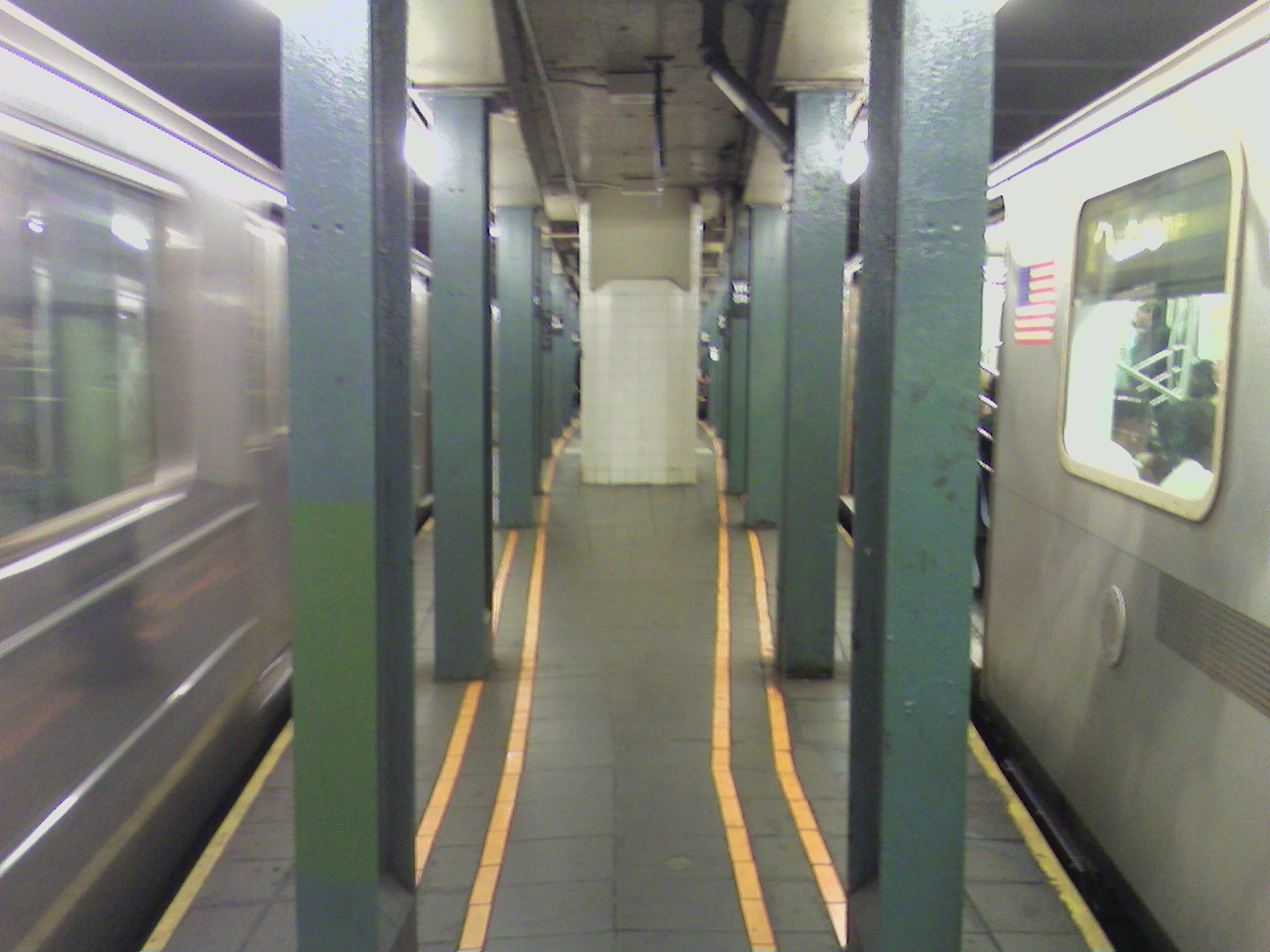
Extremo norte
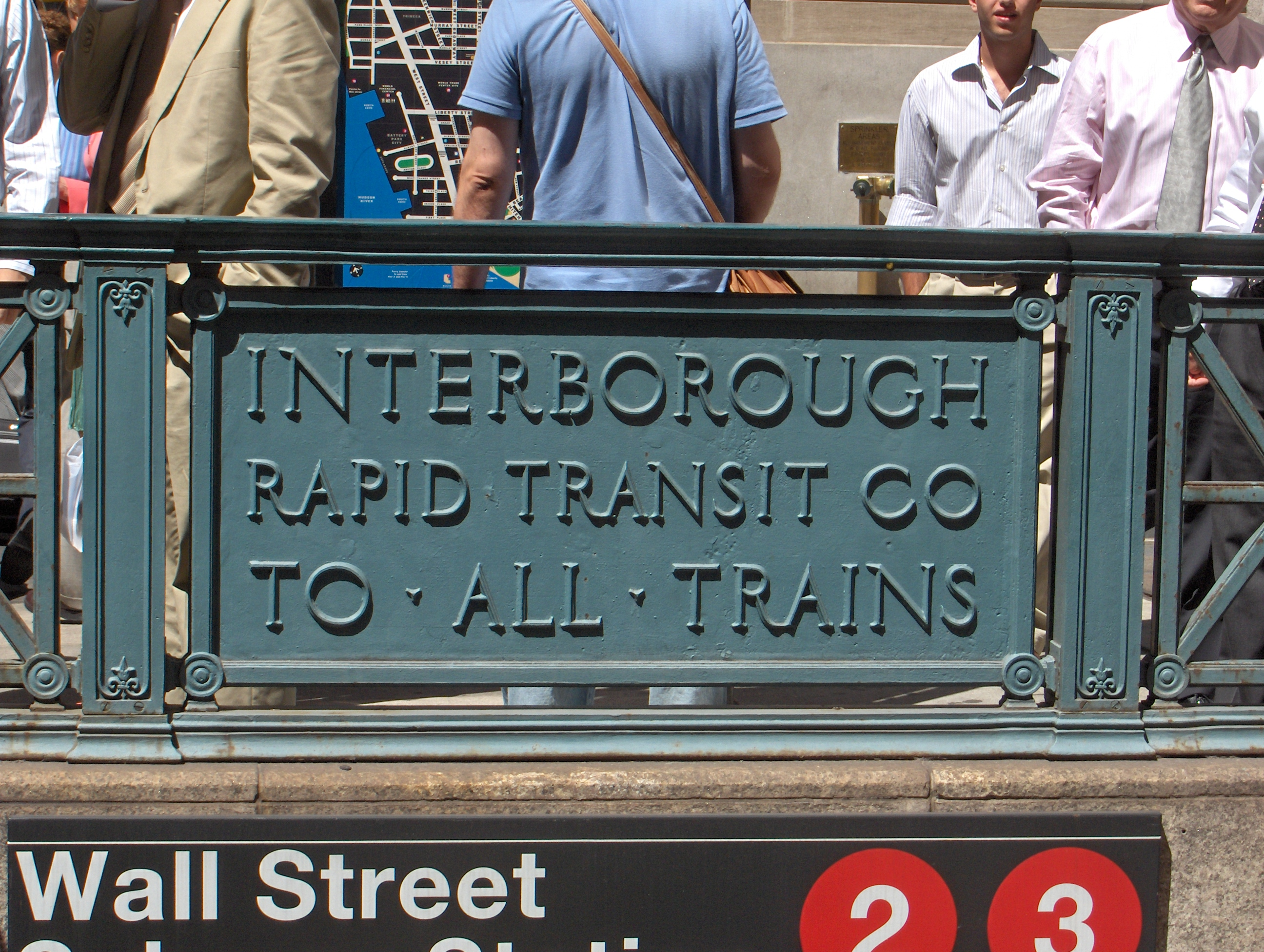
Antiguo letrero de la IRT en la entrada